# 双柱薹草
双柱薹草（学名：Carex neodigyna）为莎草科薹草属的植物，是中国的特有植物。分布于中国大陆的四川省等地，生长于海拔3,900米至4,100米的地区，见于高山草甸或高山灌丛草甸，目前尚未由人工引种栽培。